# Microplitis minutus
Microplitis minutus är en stekelart som beskrevs av Alexeev 1977. Microplitis minutus ingår i släktet Microplitis och familjen bracksteklar. Inga underarter finns listade i Catalogue of Life.